# Dom Pérignon
Pierre Pérignon, anomenat Dom Pérignon, (Sainte-Menehould, 1638 - Abadia de Saint-Pierre d'Hautvillers, 24 de setembre de 1715) va ser un monjo benedictí que va importar de Limós (Llenguadoc-Rosselló) el mètode de fer xampany ("méthode champenoise"), encara que el xampany com el coneixem actualment no va ser elaborat fins a mitjan segle xix.
La famosa marca de xampany Dom Pérignon de la casa Moët & Chandon, té aquest nom en honor seu.
Dom Pérignon no va ser ni vinyataire ni alquimista. Al monestir d'Hautvillers, prop d'Épernay (capital de la Champagne), va assegurar-se el control de les vinyes i les premses de vi de l'abadia.
La seva acta de baptisme és del 5 de gener de 1639. Va ser admès als 13 anys al col·legi de jesuïtes de Châlons-en-Champagne, el 1656 entrà al monestir benedictí de Verdun on fidel a la regla de Sant Benet (ora et labora) alternà treball manual i lectura i pregària. Dom Pérignon, després d'un pelegrinatge a l'abadia benedictina de Saint-Hilaire descobrí el mètode de vinificació de vins efervescents de Limós, tornà a l'abadia d'Hautvillers i experimentà el mètode en les vinyes de la Champagne. Va tenir el càrrec d'encarregat del celler (cellérier-intendant) fins a la seva mort el 1715. Va ser enterrat a l'església abacial d'Hautvillers.
La primera innovació de dom Pérignon consistí a assortir sistemàticament, abans mateix de les premsades, els raïms de diferents orígens. No hi havia dificultat de fer-ho, ja que els viticultors locals tenien l'obligació de donar part de la seva collita al monestir (delme). D'aquesta manera Pérignon podia fer la mescla de raïms ell mateix per assegurar-ne la qualitat.
No se sap si és cert o no que Dom Pérignon va ser el primer a fer el xampany en ampolles i que hauria substituït els taps de fusta amb estopes embegudes en oli pels taps de suro provinents de Catalunya.